# Струтерс, Салли
Салли Струтерс (англ. Sally Struthers, род. 28 июля 1948 года) — американская актриса, наиболее известная по роли в ситкоме «Все в семье» (1971—1978), который принес ей две премии «Эмми», а также по сериалу «Девочки Гилмор» (2000—2007).

## Карьера
Салли Энн Струтерс дебютировала в 1970 году с роли в фильме «Пять лёгких пьес», в котором были показаны несколько сексуальных сцен между ней и Джеком Николсоном. Она позже добилась широкого признания по одной из главных ролей в популярном ситкоме 1970-х «Все в семье». Она выиграла две премии «Эмми» в категории «Лучшая актриса второго плана в комедийном сериале»: в 1972 и 1979 годах. Она также четырежды была номинирована на «Золотой глобус». В 1972 году у неё была главная женская роль в кинофильме «Побег».
После завершения «Все в семье» она сыграла главную роль в недолго живущем сериале «Глория» (1982—1983). Она снялась в сериале «С 9 до 5», телеадаптации одноимённого фильма, с 1986 по 1988 год. В последующие годы она в основном работала как телеведущая, а также как актёр озвучивания, озвучивая главных героев в нескольких длительных мультсериалах. С 2000 по 2007 год она снималась в сериале «Девочки Гилмор».

## Личная жизнь
Струтерс родилась в Портленде, штат Орегон, где окончила среднюю школу. С 18 декабря 1977 года по 9 января 1983 года она была замужем за доктором Уильямом Рейдером, у них есть дочь. Она также является активистом нескольких благотворительных организаций, в том числе и «ChildFund». Её активизм был предметом насмешек в нескольких телешоу, таких как «Южный парк», «Анатомия страсти» и т. д.